# Gerichtskostengesetz
Das deutsche Gerichtskostengesetz (GKG) bestimmt die Kosten (Gebühren und Auslagen) für bestimmte gerichtliche Verfahren.
Das Gerichtskostengesetz ist durch das Gesetz vom 5. Mai 2004 (BGBl. I S. 718) vollständig neu erlassen worden. Das neue GKG trat am 1. Juli 2004 in Kraft.
Nach der Übergangsvorschrift in § 72 GKG ist jedoch für Verfahren, die vor dem 1. Juli 2004 anhängig geworden sind, weiterhin das alte GKG (Fassung der Bekanntmachung vom 15. Dezember 1975, BGBl. I Seite 3047, zuletzt geändert durch Gesetz vom 12. März 2004, BGBl. I Seite 390) anzuwenden.

## Geltungsbereich
Das Gerichtskostengesetz gilt für die in § 1 GKG genannten Verfahren. Im Wesentlichen sind dies:
- Verfahren vor den ordentlichen Gerichten
  - Strafverfahren und Bußgeldverfahren (StPO, JGG, OWiG)
  - Verfahren nach dem Gesetz über die Zwangsversteigerung und die Zwangsverwaltung
  - Verfahren nach der Insolvenzordnung
  - Verfahren nach der Zivilprozessordnung
  - Hinweis: In Angelegenheiten der freiwilligen Gerichtsbarkeit gilt nicht das GKG, sondern das Gerichts- und Notarkostengesetz (GNotKG).
- Verfahren vor den Arbeitsgerichten nach dem Arbeitsgerichtsgesetz
- Verfahren vor den Gerichten der Finanzgerichtsbarkeit nach der Finanzgerichtsordnung
- Verfahren vor den Gerichten der Sozialgerichtsbarkeit, soweit nach dem Sozialgerichtsgesetz das GKG anwendbar ist
- Verfahren vor den Gerichten der Verwaltungsgerichtsbarkeit nach der Verwaltungsgerichtsordnung.

## Einzelne Regelungen
Gebühren entstehen für das Verfahren oder einzelne Verfahrensteile.
Auslagen sind Kosten, die dem Gericht entstehen, etwa für die Entschädigung von Sachverständigen, Zeugen oder Dolmetschern, für Reisekosten, Versendung von Akten oder Fertigung von Abschriften.
Die Höhe der Gebühren richtet sich meist nach dem Streitwert. § 34 GKG regelt, wie sich die Höhe einer Gebühr für einen bestimmten Streitwert errechnet. Für Streitwerte bis 500.000 Euro ist dem § 34 GKG eine Gebührentabelle beigefügt.
Welche Gebühren (eine Gebühr, mehrere Gebühren oder Bruchteile einer Gebühr) erhoben werden ergibt sich aus dem Kostenverzeichnis, das dem GKG als Anlage beigefügt ist.
Die §§ 6–9 GKG regeln die Fälligkeit der Gebühren und Auslagen.
Die §§ 10–18 GKG enthalten Bestimmungen über Vorschuss und Vorauszahlung. Gem. § 10 GKG darf die Tätigkeit der Gerichte von der Sicherstellung oder Zahlung der Kosten an die Landesjustizkasse abhängig gemacht werden.
§ 19 GKG regelt, bei welchem Gericht der Kostenansatz durchgeführt, das heißt die Kostenrechnung erstellt wird.
Im Abschnitt über die Kostenhaftung (§§ 22–33 GKG) ist geregelt, wer Kostenschuldner ist und wie mehrere Kostenschuldner in Anspruch genommen werden können.
Die §§ 39–60 GKG enthalten nähere Bestimmungen, in welcher Höhe der Streitwert festzusetzen ist. §§ 61–65 GKG regeln das Verfahren, in dem der Streitwert festgesetzt wird.
Die §§ 66–69 enthalten Bestimmungen über Rechtsbehelfe, insbesondere die Erinnerung gegen den Kostenansatz und die Beschwerde gegen die Festsetzung des Streitwerts.